# Томаш Антоній Замойський
Томаш Антоній Замойський (нар. 1707 — пом. 13 червня 1752) — польський політичний діяч і магнат тих часів, 7-й ординат Замойський (1735—1752), воєвода (намісник) Любельський (1744—1751).
Відомо, що був політичним діячем та магнатом, тодішньої Речі Посполитої.
Був орендатором Проскурівського замку (міста).
У 1738 р. був послом до Сейму.